# Sokol (Wysoki Jesionik)
Sokol (historyczna nazwa niem. Falken Berg) – szczyt (góra) o wysokości 1191 m n.p.m. (podawana jest też wysokość 1186 m n.p.m. , 1186,7 m n.p.m.  lub 1187,0 m n.p.m. ) w paśmie górskim Wysokiego Jesionika (cz. Hrubý Jeseník), w północno-wschodnich Czechach, w Sudetach Wschodnich, na Śląsku, na granicy gmin Malá Morávka i Vrbno pod Pradědem, przy osadzie Vidly, oddalony o około 1,8 km na północny wschód od szczytu góry Pradziad (cz. Praděd). Rozległość góry (powierzchnia stoków) szacowana jest na około 1,9 km², a średnie nachylenie wszystkich stoków wynosi około 17°.

## Charakterystyka

### Lokalizacja

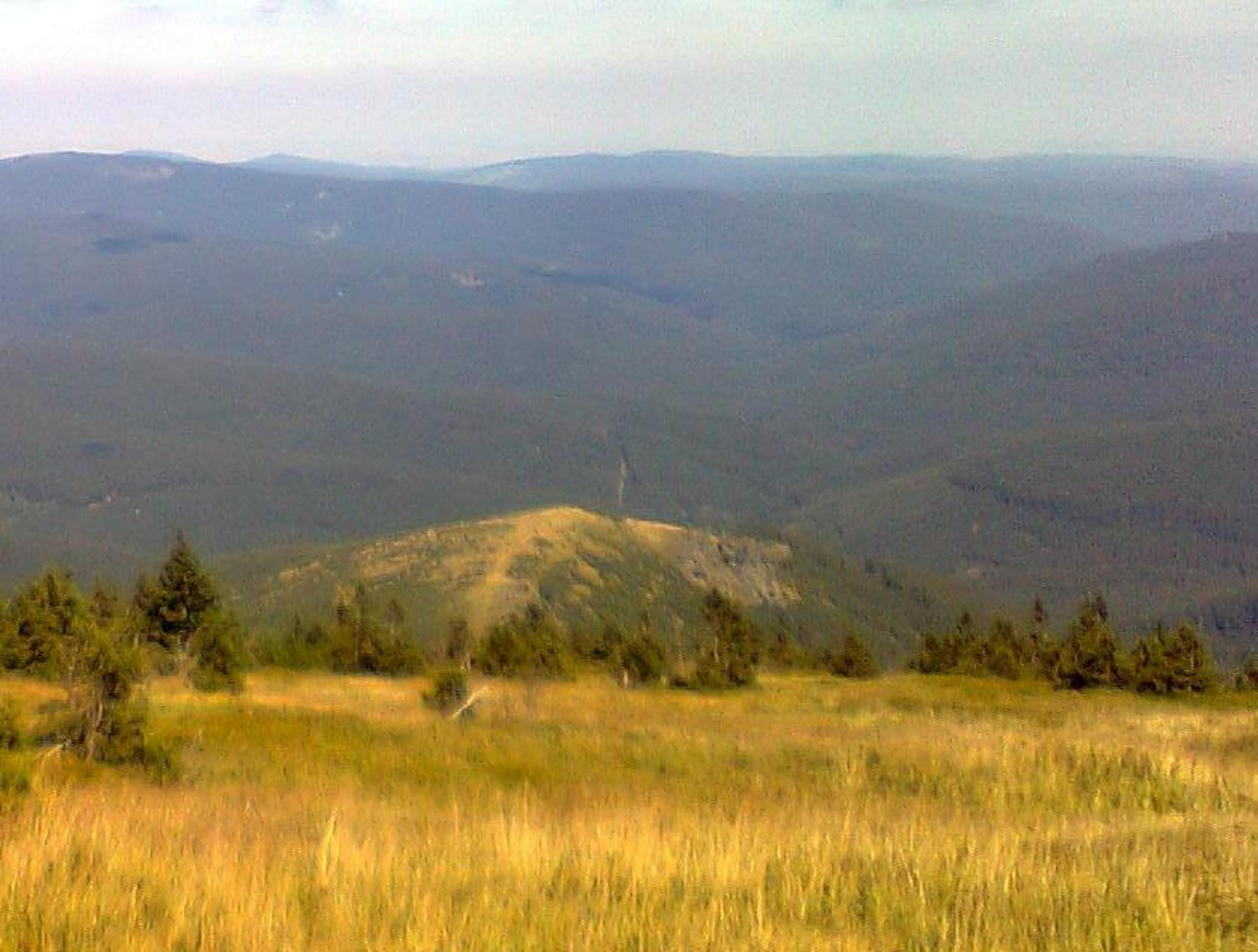
Widok z drogi na szczyt góry Pradziad na połać szczytową góry Sokol (na pierwszym planie) (2010 rok)

Góra Sokol położona jest niemalże w centrum całego pasma Wysokiego Jesionika, leżąca w części Wysokiego Jesionika, w północno-wschodnim obszarze (mikroregionu) o nazwie Masyw Pradziada (cz. Pradědská hornatina), a jednocześnie przy granicy z sąsiednim mikroregionem o nazwie Masyw Orlíka (cz. Medvědská hornatina), na bocznej gałęzi grzbietu głównego (grzebieniu) góry Pradziad, ciągnącego się od przełęczy Červenohorské sedlo do przełęczy Skřítek. Charakterystyczną cechą góry jest jej prosty, lekko kopulasty, odkryty grzbiet szczytowy, ciągnący się na kierunku południowy zachód – północny wschód (od osady Vidly ku przełęczy z górą Pradziad). Sokol jest górą słabo rozpoznawalną i widoczną m.in. z jej bliskiej okolicy, np. z niektórych odkrytych miejsc, ale i wtedy najlepiej posiłkować się dostępnymi mapami ułatwiającymi jej lokalizację i identyfikację. Jej stoki widoczne są z osady Vidly, położonej przy skrzyżowaniu dróg nr 450 Bělá pod Pradědem – Bruntál i nr 451 Nové Heřminovy – Vidly. Ponadto dobrze ją widać z połaci szczytowej sąsiedniej góry Prostřední vrch, gdzie rozpoznać ją można po charakterystycznej grupie skalnej Sokolí skála (1), położonej blisko jej szczytu. Z drogi okalającej połać szczytową góry Pradziad jest niewidoczna, przysłonięta przez kopułę krzywizny tej góry, ale dostrzec ją już można z drogi dojazdowej na szczyt Pradziada, gdzie widać ją i rozpoznać można po ścieżce grzbietowej, jak również dobrze widoczna jest z tarasu widokowego na wieży Pradziada. Podobnie z innego charakterystycznego punktu widokowego – z drogi okalającej szczyt góry Dlouhé stráně jest również niewidoczna, bo przysłonięta jest przez masyw góry Pradziad.
Górę ograniczają: od zachodu, północnego zachodu i północy dolina potoku Środkowa Opawa (cz. Střední Opava), od północnego wschodu, wschodu i południowego wschodu dolina potoku o nazwie Sokolí potok oraz od południowego zachodu mało wybitna przełęcz o wysokości 1160 m n.p.m. w kierunku góry Pradziad. W otoczeniu góry znajdują się następujące szczyty: od południowego zachodu Pradziad i Velký Děd, od północnego zachodu Malý Děd i Kamzičí vrch, od północy Osikový vrch, od północnego wschodu Mrazový vrch, Nad kapličkou i Bučina, od wschodu Lyra, od południowego wschodu Lyra–J, Sokolí skála (1) i Prostřední vrch oraz od południa Praděd–V.

### Stoki

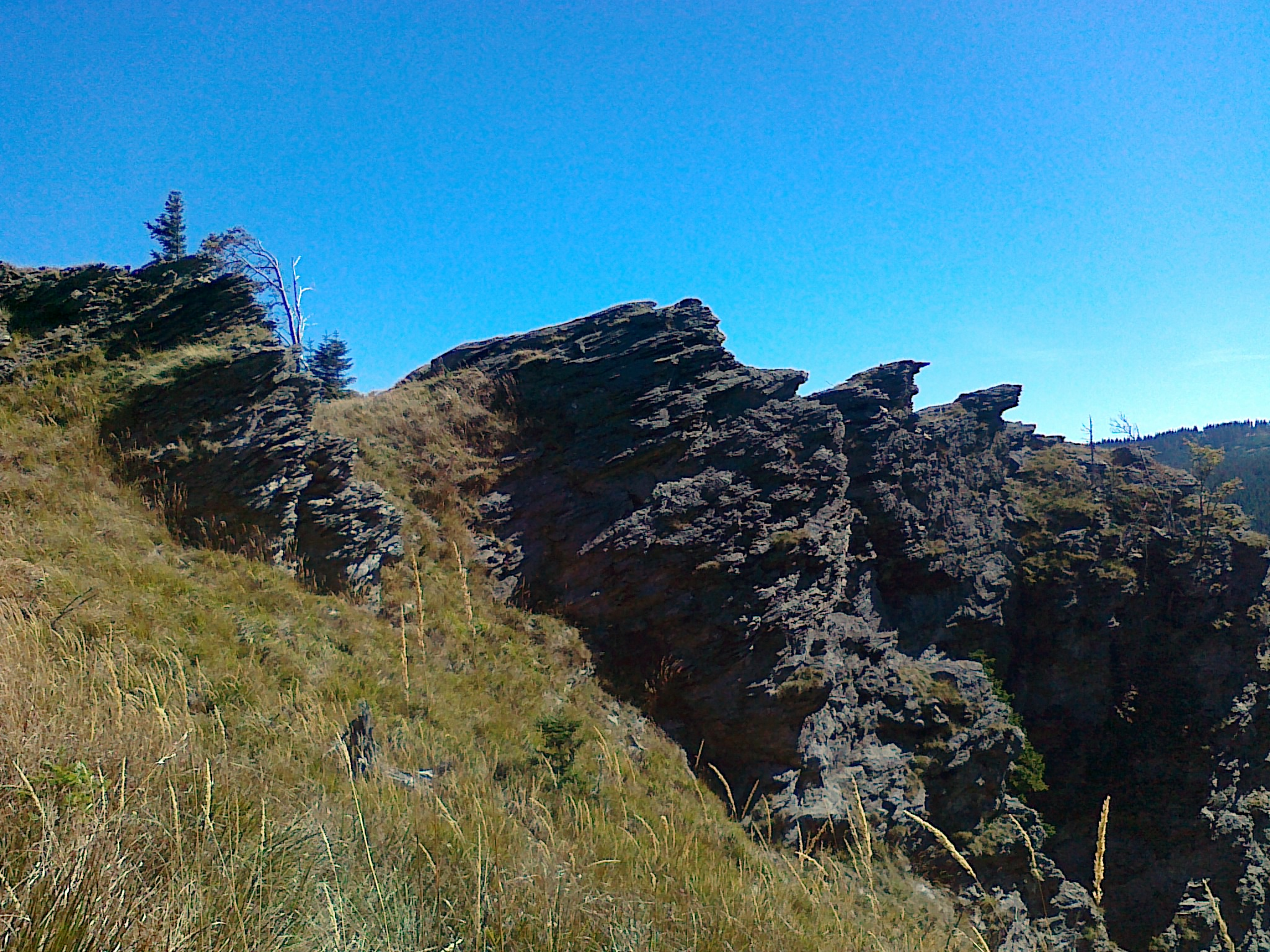
Skalisko Sokolí skála (1) (2018 rok)

W obrębie góry można wyróżnić cztery następujące zasadnicze stoki:
- północno-wschodni
- wschodni o nazwie Pod Sokolem
- południowo-wschodni
- północno-zachodni

Występują tu wszystkie typy zalesienia: bór świerkowy, las mieszany oraz las liściasty, przy czym zdecydowanie dominuje zalesienie borem świerkowym. Na niemalże wszystkich stokach oprócz południowo-wschodniego występują poza borem świerkowym wraz z obniżaniem wysokości obszary pokryte lasem mieszanym, a na stoku wschodnim pojawiają się nawet obszary pokryte lasem liściastym. Na wszystkich stokach występują niewielkie polany, liczne przecinki oraz na stoku północno-zachodnim nieznaczne ogołocenia. Wzdłuż grzbietu, na stoku południowo-wschodnim i wschodnim występują pojedyncze, większe skaliska i grupy skalne. W odległości około 310 m na północny wschód od szczytu występuje grupa skalna Sokolí skála (1), będąca punktem widokowym.
Stoki mają stosunkowo jednolite i zróżnicowane nachylenia. Średnie nachylenie stoków waha się bowiem od 14° (stok północno-wschodni) do 24° (stok południowo-wschodni). Średnie nachylenie wszystkich stoków góry (średnia ważona nachyleń stoków) wynosi około 17°. Maksymalne średnie nachylenie stoku południowo-wschodniego przy skalisku Sokolí skála (1) na odcinku 50 m nie przekracza 45°. Stoki pokryte są siecią dróg (m.in. Silonova trasa, Pradědská cesta czy Dřevařská cesta) oraz na ogół nieoznakowanych ścieżek i duktów. Przemierzając je zaleca się korzystanie ze szczegółowych map, z uwagi na zawiłości ich przebiegu, zalesienie oraz zorientowanie w terenie.

### Szczyt

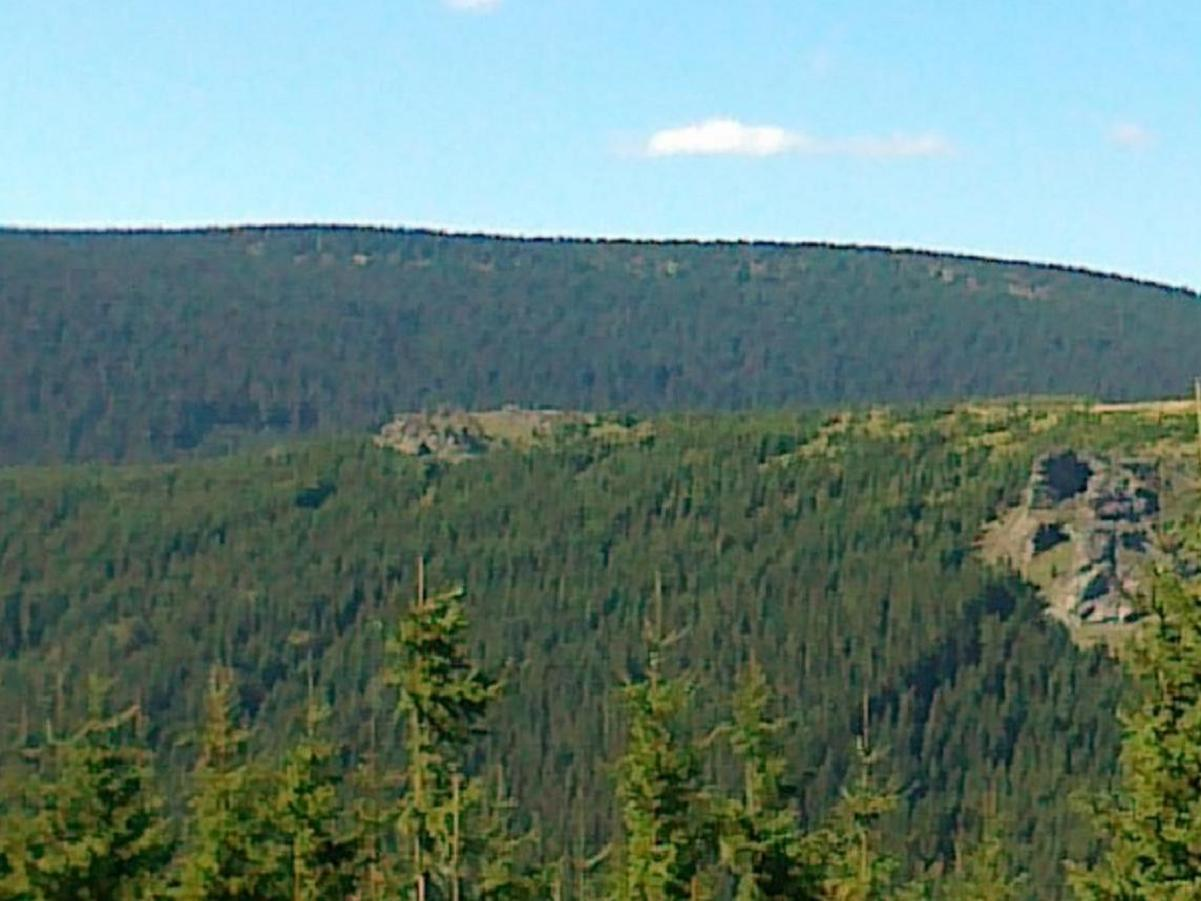
Widok ze szczytu góry Prostřední vrch na góry Malý Děd oraz poniżej Sokol ze szczytowym skaliskiem w grupie skalnej (po prawej inna grupa skalna Sokolí skála (1)) (2016 rok)

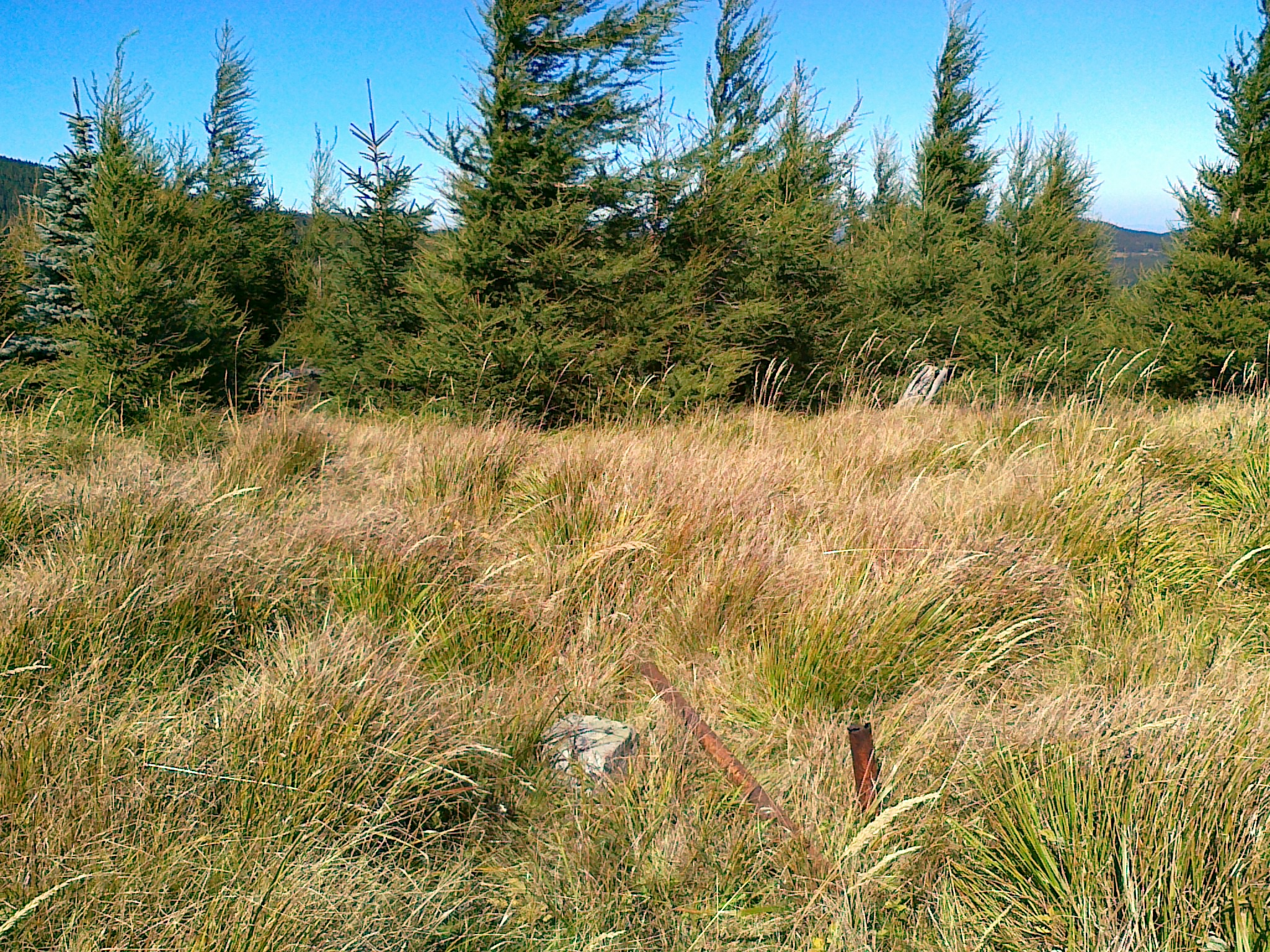
Punkt geodezyjny na połaci szczytowej góry Sokol (2018 rok)

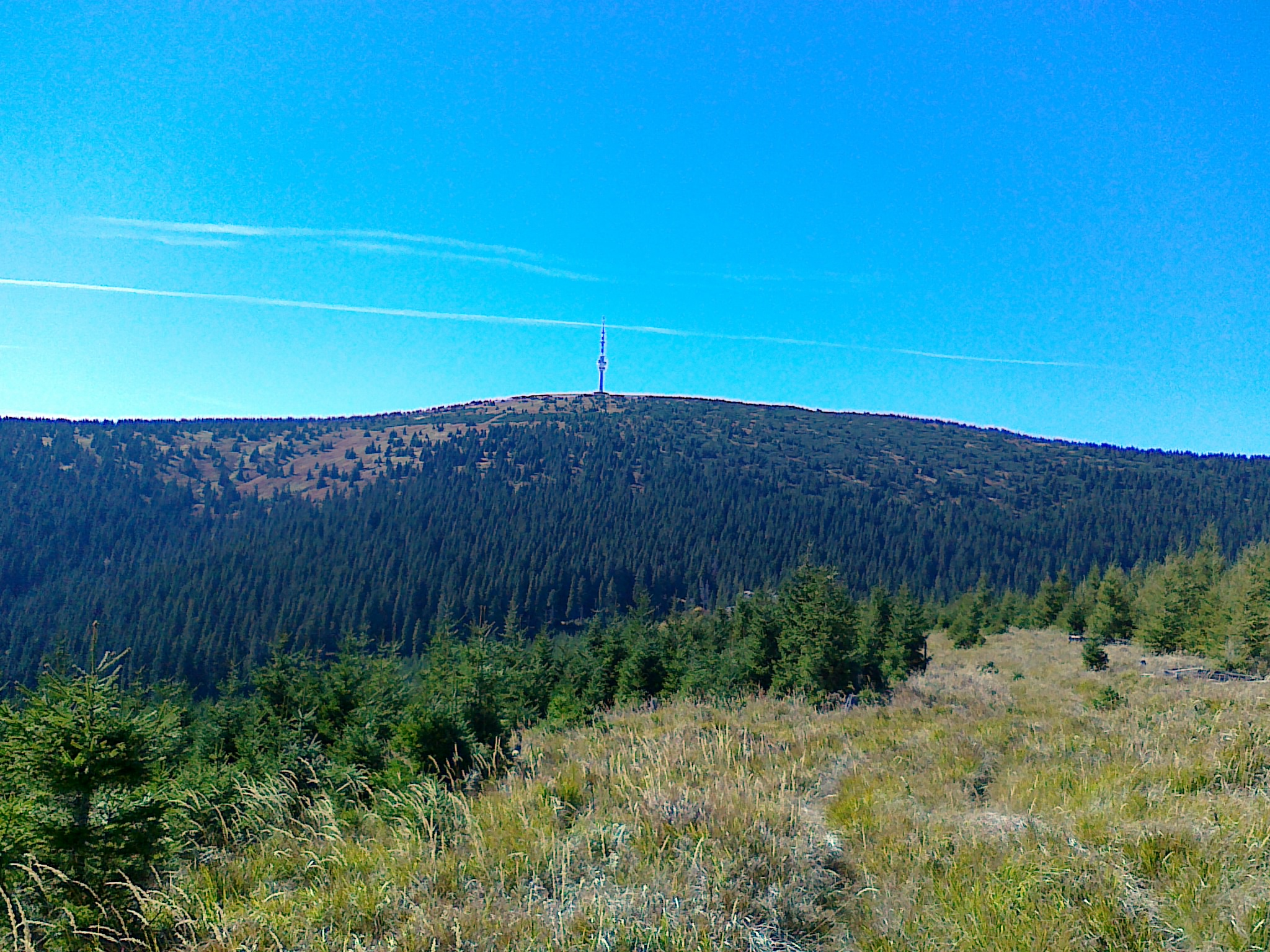
Widok z połaci szczytowej góry Sokol na ścieżkę grzbietową oraz na górę Pradziad (2018 rok)

Bezpośrednio na sam szczyt nie prowadzi żaden szlak turystyczny. Sokol jest górą o pojedynczym szczycie. Grzbietem góry, przez połać szczytową od skrzyżowania dróg Silonova trasa i Dřevařská cesta przebiega ścieżka główna od której rozchodzą się na ogół nieoznakowane przecinki stokowe. Szczyt będący skaliskiem położony jest blisko ścieżki głównej oraz znajduje się w grupie skalnej o przybliżonych poziomych wymiarach (100 × 30) m, otoczonej częściowo borem świerkowym oraz pokryty wokół trawą wysokogórską. Ze ścieżki głównej, która jest punktem widokowym rozpościerają się perspektywy w kierunku widocznych szczytów czy gór (m.in. Pradziad, Kamzičí vrch, Prostřední vrch, Ostrý vrch, Žárový vrch czy Lyra). Na połaci szczytowej znajduje się punkt geodezyjny oznaczony na mapach geodezyjnych numerem (21.), o wysokości 1186,71 m n.p.m. oraz współrzędnych geograficznych (50°05′42,33″N 17°14′55,82″E/50,095092 17,248839) z umieszczonym przy nim kikucie złamanego, stalowego słupka, który został przełamany na skutek korozji. Państwowy urząd geodezyjny o nazwie (cz. Český úřad zeměměřický a katastrální (CÚZK)) w Pradze podaje jako najwyższy punkt góry – szczyt – o wysokości 1191,2 m n.p.m. i współrzędnych geograficznych (50°05′36,8″N 17°14′45,4″E/50,093556 17,245944), oddalony o około 270 m na południowy zachód od punktu geodezyjnego.
Dojście do szczytu następuje z osady Vidly oraz zlokalizowanego przy skrzyżowaniu dróg nr 450 i nr 451, skrzyżowania turystycznego o nazwie Vidly (háj.) oraz niebieskiego szlaku turystycznego , po którym biegnie asfaltowa droga o nazwie Pradědská cesta. Należy nią przebyć odcinek o długości około 1,6 km dochodząc do skrzyżowania z inną drogą o nazwie Dřevařská cesta, w którą należy skręcić w lewo przechodząc odcinek o długości około 1 km oraz dochodząc do kolejnego skrzyżowania z drogą o nazwie Silonova trasa, w którą należy skręcić w prawo, po której należy przejść odcinek o długości około 1,1 km, dochodząc do przecinki stokowej, w którą należy skręcić w lewo i po około 420 m dojść w ten sposób podejściem do połaci szczytowej . Jest również możliwość alternatywnego dojścia do szczytu od drogi wzdłuż doliny potoku o nazwie Sokolí potok, ale z uwagi na nieco większe nachylenia stoków wschodniego i południowo-wschodniego, nie jest ono zalecane.

### Geologia
Pod względem geologicznym masyw góry Sokol należy do jednostki określanej jako kopuła Desny i zbudowany jest ze skał metamorficznych, głównie: blasto-mylonitów i fyllonitów (biotytów, chlorytów i muskowitów) oraz skał osadowych, głównie: meta-arkoz.

### Wody
Grzbiet główny (grzebień) góry Pradziad, biegnący od przełęczy Skřítek do przełęczy Červenohorské sedlo oraz dalej do przełęczy Ramzovskiej (cz. Ramzovské sedlo) jest częścią granicy Wielkiego Europejskiego Działu Wodnego, dzielącej zlewiska Morza Bałtyckiego i Morza Czarnego .
Szczyt wraz ze stokami położony jest na północny wschód od tej granicy, należy więc do zlewni Morza Bałtyckiego, do którego płyną wody m.in. z dorzecza Odry, będącej przedłużeniem płynących z tej części Wysokiego Jesionika górskich potoków (m.in. płynących w pobliżu góry potoków Środkowa Opawa czy Sokolí potok). Atrakcją dla miłośników pięknych krajobrazów jest kilkanaście wodospadów o nazwie (cz. Vodopády Sokolího potoka) zlokalizowanych na wysokościach (1000–1185) m n.p.m. wzdłuż płynącego u podnóża góry potoku o nazwie Sokolí potok, z których najwyższy ma wysokość sięgającą 7 m. Dojście do nich następuje z osady Vidly i drogi nr 450 od której biegnie inna droga wzdłuż doliny tego potoku.

## Ochrona przyrody
Cała góra znajduje się w obrębie wydzielonego obszaru objętego ochroną o nazwie Obszar Chronionego Krajobrazu Jesioniki (cz. Chráněná krajinná oblast (CHKO) Jeseníky), a utworzonego w celu ochrony utworów skalnych, ziemnych i roślinnych oraz rzadkich gatunków zwierząt. Na stokach nie utworzono żadnych rezerwatów przyrody lub innych obiektów nazwanych pomnikami przyrody. Ponadto na obszarze góry nie wytyczono żadnych ścieżek dydaktycznych. U podnóża stoku północno-wschodniego, w odległości około 1,2 km na północny wschód od szczytu, na wysokości około 808 m n.p.m., przy drodze Pradědská cesta oraz przy potoku Środkowa Opawa znajdują się dwa stare świerki, które zostały w 2007 roku uznane za pamiątkowe o nazwie (cz. Smrky v Pradědské bráně) o wysokości około (35 i 36) m i obwodzie pnia odpowiednio (312 i 355) cm.

## Turystyka
W obrębie szczytu i stoków nie ma żadnego schroniska turystycznego lub hotelu górskiego. Góra położona jest przy osadzie Vidly ze znajdującym się w niej hotelem górskim Vidly. Ponadto w odległości około 2,5 km na północny zachód od szczytu znajduje się najstarsze schronisko turystyczne w paśmie Wysokiego Jesionika Švýcárna. Do bazy turystycznej w miejscowości Karlova Studánka jest od szczytu około 4,5 km w kierunku południowo-wschodnim, natomiast do bazy turystycznej w okolicy góry Pradziad jest od szczytu około 2,5 km w kierunku południowo-zachodnim. Znajdują się tam następujące hotele górskie i schroniska turystyczne:
- na wieży Pradziad: hotel Praděd[24] oraz na stoku góry Pradziad hotele górskie: Kurzovní chata[25] i schronisko Barborka[26]
- na stoku góry Petrovy kameny hotele górskie: Ovčárna i Figura[27] oraz schronisko Sabinka[28]

Kluczowym punktem turystycznym jest oddalone o około 1,8 km na północny wschód od szczytu skrzyżowanie turystyczne, położone w osadzie Vidly o nazwie Vidly (haj.) z podaną na tablicy informacyjnej wysokością 770 m, przez które przechodzi jedyny wytyczony u podnóża góry szlak turystyczny. 

### Szlaki turystyczne i rowerowe oraz trasy narciarskie
Klub Czeskich Turystów wytyczył u podnóża góry jeden szlak turystyczny na trasie:
 Bělá pod Pradědem – góra Nad Borovým – góra Zaječí hora – góra Ztracený vrch – góra Lysý vrch – szczyt Klanke – góra Velký Klín – rezerwat przyrody Vysoký vodopád – wodospad Vysoký vodopád – góra Malý Děd – schronisko Švýcárna – dolina potoku Środkowa Opawa – Vidly – Bílý Potok – Hutě
Warto dodać, że portale internetowe, m.in. (turistika.cz), poświęcone turystyce górskiej polecają trasy biegnące na szczyt lub wokół góry Sokol
W obrębie góry nie wyznaczono żadnych szlaków rowerowych. Ponadto nie wytyczono na niej żadnych tras narciarstwa biegowego czy też żadnych tras narciarstwa zjazdowego